# باول آدم
باول آدم (بالألمانية: Paul Adam)‏ هو عسكري ألماني، ولد في 23 مارس 1892 في ساربروكن في ألمانيا، وتوفي بنفس المكان في 30 نوفمبر 1969.